# Жене у филмској индустрији
Жене у филму описују улогу жена као филмских режисера, директора фотографије, филмског продуцента, филмског критичара и других професија везаних за филмску индустрију. Жене су статистички подређене у креативним позицијама у центру америчке филмске ундустрије, Холивуд.
2013. године најплаћенији глумац је зарађивао 2,5 пута више новца него најплаћенија глумица. Старији глумци зарађују много више него њихове истодобнице, које се баве истим послом. Женске филмске звијезде највише новца зарађују, просјечно по филму у 34ој години, док мушке филмске звијезде у 51ој. 
2013. године 9% режисера су биле жене. Прва жена која је освојила Оскар за најбољег режисера је Кетрин Бигелоу за остварење Катанац за бол. (2009).

## Статистика
2013. године извршено је истраживање од стране Центра за проучавање жена у телевизији и филму на Сан Диего универзитету које је посматрало 2813 индивидуа, запослених у 250 домаћих најуноснијих филмова, и дошло до следеће статистике: 
Од овог броја, жена је:
- 18% од свих режисера, извршних продуцената, продуцената, сценариста, директора фотографије и едитора. Проценат се није промијенио од 2011. године а порастао је тек за 1% од 1998. године.
- 9% од свих режисера
- 15% од свих сценариста
- 25% од свих продуцената
- 20% од свих едитора
- 2% од свих директора фотографије
- 38% филмова на којима ради ниједна или једна жена, 23% двије жене, 28% три жене, 10% шест до 10 жена.

Њујорк Тајмс је објавио чланак у којем износи чињеницу да само 15% филмова у 2013. години имају жену у главној улози.
Према глумици Џенифер Лауренс „жене се плаше да преговарају о већој плати да не би изгледале тешке и размажене''.

## Филмови
Женски филм је филмски жанр који укључује жену као централну фигуру у филму, ону која прича радњу филма, женски протагонист и дизајнирана је да је приволи женска публика, и да саосјећа са њом. Женски филмови се обично фокусирају на женске бриге као што су проблеми везани за живот, породицу, мајчинство, саможртвовање, и романсу. Ови филмови су режирани у тихој ери филма током 1950их и раних 1960их, али најпопуларнији су били у 1930им и 1940им, те достижу свој врхунац током Другог свјетског рата.
Рад режисера Џорџа Кјукора, Дагласа Серка, Јозефа вон Штернберга је везан за женски филмски жанр. Џоан Крафорд, Бети Дејвис су једне од плаћенијих звијезда у овом жанру. Почетак овог жанра се везује за Д. В. Грифитове нијеме филмове. Прије него што су женски филмови постали стабилан жанр 1980их, многи класични женски филмови су били мелодраме.